# Chu Linh Thạch
Chu Linh Thạch (chữ Hán: 朱龄石, 379 – 418) là tướng lãnh cuối đời Đông Tấn trong lịch sử Trung Quốc.

## Thiếu thời
Linh Thạch là người huyện Bái, quận Bái , được sanh ra trong một gia đình tướng soái. Cha là Dương Uy tướng quân, Tây Dương, Quảng Bình thái thú Chu Xước, thân tín của Giang Châu thứ sử Hoàn Xung. Các con của Xung đối đãi với Linh Thạch như anh em trong nhà.
Linh Thạch từ nhỏ ưa võ nghệ, tính khinh bạc, không kiềm chế hành vi. Cậu là người nhà họ Tưởng ở Hoài Nam, tính cách yếu đuối; Linh Thạch khiến ông ta ngồi ngay ngắn, dựng một tờ giấy có khoét ô vuông chừng 1 tấc vuông trên đầu, đứng cách xa 8, 9 thước, rồi ném dao qua cái ô ấy, trăm phát trăm trúng. Cậu run lẩy bẩy, nhưng sợ Linh Thạch, rốt cục không dám cử động. Ót của cậu có cái nhọt, Linh Thạch chờ cậu ngủ, lẻn đến cắt đi, cậu chết ngay.

## Hưởng ứng Lưu Dụ
Ban đầu Linh Thạch được làm Điện trung tướng quân, luôn đi theo anh em Hoàn Tu (con Hoàn Xung), sau đó được làm Phủ quân Tham quân dưới quyền Tu ở Kinh Khẩu . Lưu Dụ chiếm được Kinh Khẩu, lấy Linh Thạch làm Kiến vũ Tham quân . Linh Thạch theo Lưu Dụ đến Giang Thừa, sắp giao chiến với quân họ Hoàn; ông nói với Dụ rằng: “Nhà tôi mấy đời chịu ơn họ Hoàn, không nỡ chĩa mũi giáo vào nhau, xin lui lại phía sau.” Dụ cho rằng Linh Thạch có nghĩa nên đồng ý. Sau khi Lưu Dụ đánh bại Hoàn Huyền, lấy Linh Thạch làm Trấn quân Tham quân , thăng làm Vũ Khang huyện lệnh, gia chức Ninh viễn tướng quân.
Sau buổi tang loạn, người Vũ Khang là Diêu Hệ Tổ tập hợp những kẻ trốn tránh, chuyên đi cướp bóc, chiếm cứ nơi hiểm trở, quận huyện kiêng sợ không thể đánh dẹp. Linh Thạch đến huyện, vờ kết thân với Hệ Tổ, triệu làm Tham quân. Hệ Tổ cậy anh em đồng đảng đông mạnh, cho rằng Linh Thạch không dám tính kế với mình, bèn nhận lời. Linh Thạch ngầm liên kết người đáng tin cậy, biết được đường lối đi vào ổ của Hệ Tổ, đợi hắn ta đến gặp mặt, quát bộ hạ chém ngay. Linh Thạch bèn soái quan binh đến nhà Hệ Tổ, nhân lúc bọn chúng không phòng bị, một lượt bắt được trọn ổ, rồi chém anh em của hắn ta, giết vài mươi người, tự đấy cả quận được yên.
Lưu Dụ lại triệu Linh Thạch làm Tham quân, bổ làm Từ Châu chủ bộ , rồi thăng làm Thượng thư đô quan lang, sau đó gọi lại làm Tham quân. Linh Thạch tòng chinh Nam Yên, có tội chịu miễn quan. Sau khi quân Tấn chiếm được Yên đô Quảng Cố, Linh Thạch được trở lại làm Tham quân. Nghĩa quân Lư Tuần đến Thạch Đầu, Linh Thạch được lĩnh Trung quân . Lư Tuần chọn mấy ngàn lính cảm tử trèo lên bờ nam, Lưu Dụ sai Linh Thạch lĩnh bộ binh người Tiên Ti cầm sóc, vượt sông Hoài đón đánh. Linh Thạch khích lệ tướng sĩ, đều dám tử chiến, giết được vài trăm tên địch, khiến nghĩa quân lui lại. Linh Thạch đã giỏi võ nghệ, lại quen làm quan văn, được Lưu Dụ rất thân tình tin cậy. Sau khi dẹp xong Lư Tuần, Linh Thạch được làm Ninh viễn tướng quân, Ninh Man hộ quân, Tây Dương thái thú. Năm Nghĩa Hi thứ 8 (412), Lưu Dụ tây tiến trấn áp Lưu Nghị, Linh Thạch theo ông ta đến Giang Lăng.

## Chỉ huy bình Thục
Năm thứ 9 (413), Lưu Dụ điều quân tấn công đất Thục, lệnh Linh Thạch làm nguyên soái, lấy làm Kiến uy tướng quân, Ích Châu thứ sử, soái bọn Ninh sóc tướng quân Tang Hi (em Tang Ái Thân, vợ Lưu Dụ), Hà Gian thái thú Khoái Ân, Hạ Bi thái thú Lưu Chung, Long tương tướng quân Chu Lâm (con Chu Tự, cha Chu Tu Chi) , cả thảy 2 vạn người, xuất phát từ Giang Lăng. Sau đó được Linh Thạch gia Tiết, Ích Châu chư quân sự. Ban đầu Lưu Dụ cùng Linh Thạch bí mật bàn kế tiến đánh, nói: “Lưu Kính Tuyên năm xưa ra Hoàng Hổ, vô công mà lui. Giặc cho rằng ngày nay ta nên theo Ngoại Thủy mà đi, nhưng lo ta sẽ xuất kỳ bất ý, sẽ theo Nội Thủy mà đến đấy.  như thế, ắt đem trọng binh giữ Phù Thành, để phòng bị Nội đạo (đường). Nếu theo lối Hoàng Hổ, chính là rơi vào kế của họ. Nay đem đại quân từ Ngoại Thủy lấy Thành Đô, nghi binh ra Nội Thủy, đây là kế lạ để chế địch vậy.” Nhưng Lưu Dụ sợ tiết lộ phong thanh, địch dò được hư thực, riêng có 1 bức thư, niêm phong rồi giao cho Linh Thạch, bên ngoài thư viết rằng: “Đến Bạch Đế thì mở.” Các cánh quân dẫu lên đường, nhưng chưa biết được chia đi lối nào. Đến Bạch Đế, Linh Thạch mở thư, đọc thư rằng: “Các cánh quân đều theo Ngoại Thủy lấy Thành Đô, Tang Hi, Chu Lâm ở Trung Thủy lấy Quảng Hán, khiến binh sĩ gầy yếu chèo 10 cỗ cao hạm, từ Nội Thủy hướng ra Hoàng Hổ.” Các cánh quân bèn lên đường gấp gáp. Thục vương Tiều Túng quả nhiên phòng bị Nội thủy, sai đại tướng Tiều Đạo Phúc đem trọng binh đồn thú Phù Thành, sai bọn Tiền tướng quân, Tần Châu thứ sử Hầu Huy, Thượng thư bộc xạ, Thục Quận thái thú Tiều Sân soái hơn vạn quân đồn trú Bành Mô, ven sông làm thành.
Tháng 6 ÂL , Linh Thạch đến Bành Mô, chư tướng cho rằng Bắc thành của địch hiểm trở và nhiều người, muốn đánh Nam thành trước; ông nói: “Không đúng! Bởi giặc ở bắc, nên lấy Nam thành, không đủ để phá Bắc; nếu dùng hết sức để Bắc lũy, thì Nam thành không vẫy gọi mà tự tan rã đấy.” Tháng 7 ÂL, Linh Thạch soái bọn Lưu Chung, Khoái Ân đánh thành, sáng hôm sau giao chiến, đến khi trời chiều, đốt cháy đài quan sát (lâu lỗ) của địch, bốn mặt trèo lên, chém Hầu Huy, Tiếu Sân, rồi đưa quân về để vẫy gọi, Nam thành lập tức tan vỡ. Quân Tấn cả thảy chém đầu 15 đại tướng, các doanh trại cứ lần lượt đổ vỡ, mọi người bèn bỏ thuyền lên bờ mà đi.
Quân Tấn nhanh chóng đánh tan kẻ địch, người Thục lần lượt dâng đầu của Tiều Túng, Tiều Đạo Phúc. Ban đầu Lưu Dụ tính kế đánh Thục, chưa chọn được nguyên soái thích hợp, bèn cử Linh Thạch. Mọi người cho rằng từ xưa bình Thục, đều là tướng giỏi kiệt hiệt, nhưng tiếng tăm của Linh Thạch còn kém, e không thành công. Rất nhiều người can ngăn, Lưu Dụ không nghe, rồi chia cho Linh Thạch một nửa đại quân, đem tướng giỏi binh khỏe đều cấp cho ông. Kết quả rất nhanh đã có, một trận thành công, mọi người đều phục Lưu Dụ biết nhìn người, lại khen Linh Thạch giỏi làm việc.
Linh Thạch sai tư mã Thẩm Thúc Nhiệm đồn thú Phù Thành, người Thục là Hầu Sản Đức nổi dậy, tấn công Phù Thành, Thúc Nhiệm đánh phá được. Ban đầu, Linh Thạch bình Thục, chỉ giết mỗi gia tộc họ Tiều; sau sự kiện Hầu Sản Đức, liên quan nhiều người, ông làm tội gia tộc của họ, nên người chết rất nhiều. Linh Thạch được tiến hiệu Phụ quốc tướng quân, sau đó tiến làm Giám Lương Châu chi Ba Tây, Tử Đồng, Đãng Cừ, Nam Hán Trung, Tần Châu chi An Cố, Hoài Ninh 6 quận chư quân sự; nhờ công bình Thục, được phong Phong Thành huyện hầu, thực ấp ngàn hộ.

## Mất ở Quan Trung
Năm thứ 11 (415) Linh Thạch được trưng làm Thái úy Tư nghị tham quân, gia Quan quân tướng quân. Năm thứ 12 (416), Lưu Dụ đánh Hậu Tần, Linh Thạch được thăng làm Tả tướng quân, bản hiệu như cũ, cấp cho binh lực, coi giữ điện tỉnh; Lưu Mục Chi rất tín nhiệm ông, các việc trong ngoài đều cho Linh Thạch tham dự mưu tính.
Lưu Dụ về Bành Thành, lấy Linh Thạch làm Tướng quốc hữu tư mã. Năm thứ 14 (418), người Hạ nhăm nhe đánh Quan Trung, Lưu Dụ gọi con trai là An tây tướng quân, Quế Dương công Lưu Nghĩa Chân quay về, lấy Linh Thạch làm Trì tiết, Đốc Quan Trung chư quân sự, Hữu tướng quân, Ung Châu thứ sử. Lưu Dụ sắc cho Linh Thạch, nếu Quan Hữu không thể giữ được, có thể theo Nghĩa Chân cùng về. Khi Linh Thạch đến Trường An thì Nghĩa Chân đã đi rồi, ông bèn thiêu rụi cung điện ở Trường An, đem cả thành chạy về Đồng Quan. Tiếp đó Linh Thạch đem tàn quân từ Đồng Quan chạy đến Tào Công lũy. Quân Hạ vây lũy, cắt đứt nguồn nước, quân Tấn bị khát nên không thể chống nổi. Thành vỡ, Linh Thạch cùng em trai Chu Siêu Thạch (vượt Hoàng Hà đến đón anh) đều bị bắt về Trường An, rồi cùng bị giết. Linh Thạch hưởng thọ 40 tuổi.

## Hậu nhân
Con là Chu Cảnh Phù được kế tự. Cảnh Phù mất, con là Chu Tổ Tuyên được kế tự. Tổ Tuyên bị kết tội bỏ đất phong, 8 năm không về, còn không chia bổng lộc cho đàn bà trong nhà, nên chịu đoạt tước. Triều đình lấy em Tổ Tuyên là Chu Thiệu Phong kế tự. Nhà Nam Tề thay ngôi nhà Lưu Tống, hầu quốc của họ Chu bị trừ bỏ.